# Богословський Володимир Олександрович
Володи́мир Олекса́ндрович Богосло́вський (1872 — ?) — юрист, депутат Державної думи II скликання від Катеринославської губернії.

## Біографія
Про ранні та пізні роки достеменно невідомо. Мав особисте дворянство. 
Випускник Керченської гімназії. Потім закінчив юридичний факультет Київського університету. Після був службовцем Московської судової палати. 
Пізніше служив міським суддею у Нікополі. Мав чин титулярного радника, земельну власність у 2200 десятин. Належав до Конституційно-демократичній партії .
6 лютого 1907 року був обраний у II Державну думу від загального складу виборщиків Катеринославських губернських виборчих зборів. Увійшов до складу Конституційно-демократичної фракції.
Подальша доля та дата смерті невідомі.

### Архіви
- Російський державний історичний архів. Фонд 1278. Опис 1 (2-й скликання). Справа 43; Справа 595. Аркуш 6.